# Radium (disc jockey)
Radium, nome d'arte di Daniel Técoult (...), è un disc jockey e produttore discografico francese.
Ha iniziato a produrre nel 1993, facendo parte del duo Micropoint insieme all'amico Denis Cohen-Scali. Ha registrato diversi mix hardcore e varie compilation, e dal 2003 ha iniziato a produrre sotto il nome The Nihilist. Possiede anche l'etichetta discografica Psychik Genocide.

## Album
- 2001 - Paranoia Performance
- 2003 - In Extremist
- 2003 - Inextremist Vol.1
- 2003 - Inextremist Vol.2
- 2006 - Terminal Trauma
- 2009 - Masterpiss
- 2011 - Clè USB 4 Go
- 2012 - Le Fake
- 2013 - Excess Overdrive
- 2016 - Me vs. Them

## EP
- 1997 - Ministry of Mass Domination EP
- 1998 - Full Metal EP
- 1998 - Private Life EP
- 1998 - Easy Money
- 1999 - Turn Up the Volume
- 1999 - Scum Centre
- 2000 - Secret Society
- 2000 - Mythoman EP
- 2000 - Vice Machine EP
- 2002 - Abject Ego EP
- 2003 - Paranoia Performance Remixes
- 2003 - Playmobils Remixes
- 2003 - 5000 Years Time Slide
- 2003 - Brain Police EP
- 2004 - Ersatz EP
- 2004 - Disconnect Me (Remixes)
- 2007 - More Trauma
- 2007 - Aggressive EP
- 2007 - Dead Zone EP
- 2008 - Drug Proof EP
- 2009 - Exploited EP
- 2009 - Expired EP
- 2009 - Kill Dan EP
- 2009 - Full Vocal EP
- 2010 - Arrogant EP
- 2010 - MorePiss
- 2011 - Masterpiss Remixes